# Oberstorcha
Oberstorcha war bis Ende 2014 eine Gemeinde mit 617 Einwohnern (Stand: 31. Oktober 2013) im Süd-Osten der Steiermark im Bezirk Südoststeiermark. Im Rahmen der Gemeindestrukturreform in der Steiermark ist Oberstorcha seit 2015 aufgeteilt auf die Gemeinden
- Kirchberg an der Raab (Teil von Oberstorcha als Katastralgemeinde Oberstorcha) und
- Paldau (Teil von Oberstorcha sowie die Ortsteile Reith und Unterstorcha als neue Katastralgemeinde Unterstorcha).

Grundlage dafür war das Steiermärkische Gemeindestrukturreformgesetz – StGsrG.

## Geografie

### Geografische Lage
Das Gebiet der ehemaligen Gemeinde Oberstorcha liegt im Raabtal circa sieben Kilometer westlich der Bezirkshauptstadt Feldbach im Oststeirischen Hügelland.

### Gliederung
Die ehemalige Gemeinde bestand aus den Ortschaften Oberstorcha mit 317 Einwohnern (Stand: 31. Oktober 2011), Reith mit 136 Einwohnern und Unterstorcha mit 178 Einwohnern.

### Klima
Klimaregion Feldbacher Riedelland

## Politik

### Gemeinderat bis 2014
Der Gemeinderat bestand aus neun Mitgliedern und setzte sich seit der Gemeinderatswahl 2010 aus Mandaten der folgenden Parteien zusammen:
- 3 ÖVP – stellte den Bürgermeister
- 3 Gemeindeliste Oberstorcha (GLO)
- 2 FPÖ
- 1 SPÖ

Gemeindevorstand
Bürgermeister: Johann Gross (ÖVP), Vizebürgermeister: Christian Schiefermayer (GLO), Finanzreferent: Hannes Baumgartner (FPÖ)
Gemeinderat
Karl Schiefer, Werner Neuhold (beide ÖVP), Sieglinde Krenn, Martin Rossmann (beide GLO), Edith Hütter (FPÖ), Thomas Trummer (SPÖ)

### Wappen
Das Wappen der ehemaligen Gemeinde zeigt zwei Storchenköpfe auf blauem Grund. Wegen der Gemeindezusammenlegung verlor dieses mit 1. Jänner 2015 seine offizielle Gültigkeit.

## Persönlichkeiten
- Michael Gspandl (1864–1947), Kaufmann, Kommerzialrat und Mitglied des Bundesrats